# V Służba Federalnej Służby Bezpieczeństwa Federacji Rosyjskiej
V Służba Federalnej Służby Bezpieczeństwa Federacji Rosyjskiej (ros. 5-я Служба ФСБ, Служба оперативной информации и международных связей – СОИиМС; Piąta Służba FSB – Służba Informacji Operacyjnej i Stosunków Międzynarodowych) – jeden z wydziałów Federalnej Służby Bezpieczeństwa Federacji Rosyjskiej (FSB), będący zagranicznym departamentem wywiadowczym Federacji Rosyjskiej utworzonym w 1992 jako komórka. W 1998 została przekształcona w dyrektoriat, kiedy stanowisko dyrektora FSB piastował Władimir Putin. Od 2003 istnieje jako wydział Federalnej Służby Bezpieczeństwa FR. V Służba odpowiada za relacje pomiędzy FSB, a jej partnerami zagranicznymi (zagranicznymi służbami wywiadowczymi, z którymi wymienia informacje operacyjne). Podległym V Służbie jest Departament Informacji Operacyjnej, który zajmuje się wywiadem zagranicznym obejmującym tereny republik byłego Związku Radzieckiego.

## Utworzenie i działalność
V Służba FSB została utworzona w 1992 jako komórka pod nazwą Departament Analiz, Prognoz i Planowania Strategicznego FSB zajmująca się wywiadem zagranicznym, po tym jak nowo utworzone państwa będące byłymi republikami sowieckimi podpisały umowy z Federacją Rosyjską o zakazie szpiegowania. Traktaty te uniemożliwiły Służbie Wywiadu Zagranicznego Federacji Rosyjskiej (SWZ) prowadzenie działalności szpiegowsko-wywiadowczej na terenach suwerennych państw powstałych w wyniku rozpadu Związku Radzieckiego. Według witryny internetowej agentura.ru komórka V Służby FSB powstała 17 maja 1991, kiedy to na bazie Dyrekcji Analitycznej KGB powstała Dyrekcja Informacji i Analiz.
W 1999 liczebność funkcjonariuszy „Piątej Służby” wzrosła ze względu na rozbudowywanie aparatu wywiadowczego przez Prezydenta Rosji – Władimira Putina. W lipcu 2021 ukraiński zespół V Służby został rozszerzony do 200 funkcjonariuszy, których zadaniem było zbieranie informacji nt. ukraińskich elit oraz sporządzanie notatek i tworzenie list osób mających w przyszłości pełnić główne funkcje publiczne na Ukrainie będącej w strefie wpływu Federacji Rosyjskiej.
Piąta Służba była odpowiedzialna za dostarczenie Putinowi informacji na temat wydarzeń politycznych na Ukrainie w przededniu inwazji Rosji na to państwo. Według Christo Grozeva, będącego szefem Bellingcat – brytyjskiej witryny internetowej zajmującej się dziennikarstwem śledczym – funkcjonariusze Departamentu Informacji Operacyjnej rzekomo przekazywali Prezydentowi Władimirowi Putinowi nieprawdziwe informacje dotyczące potencjału militarnego i morale Ukrainy oraz stosunku społeczeństwa ukraińskiego do Rosji, co stało się przyczyną militarnych niepowodzeń wojsk Federacji Rosyjskiej podczas inwazji na państwo ukraińskie. Według Grozeva dodatkowo ukarano 150 funkcjonariuszy V Służby za dostarczanie „nadmiernie optymistycznych informacji na temat Ukrainy”, co doprowadziło do militarnych niepowodzeń podczas operacji zbrojnych prowadzonych przez Rosję na terenie Ukrainy od końca lutego 2022.
Andriej Sołdatow, rosyjski ekspert ds. służb wywiadowczych stwierdził, że „Piąta Służba opracowuje plany związane z przyszłością Ukrainy po zmianie reżimu politycznego w tym kraju”. Szefem V Służby FSB był generał pułkownik Siergiej Biesieda, który został zatrzymany w marcu 2022 w związku z nierzetelnymi informacjami wywiadowczymi przekazywanymi rządowi Federacji Rosyjskiej odnośnie nastrojów i morale panujących w społeczeństwie ukraińskim tuż przed rozpoczęciem inwazji Rosji na Ukrainę. Zastępcą Biesiedy był szef Departamentu Informacji Operacyjnej – Anatolij Boluch.

## Struktura
- Departament Informacji Operacyjnej (Департамент оперативной информации; ДОИ)
- Departament Informacji i Analiz (Информационно-аналитическое управление; ИАУ)
- Dział Informacji Otwartej (Отдел открытой информации)
- Dział Współpracy Międzynarodowej (Управление международного сотрудничества)
- Grupa Informacji Operacyjnej (Группа оперативного информирования; ГОИ – zajmująca się przygotowywaniem raportów dla Prezydenta FR)